# Musikteater Unna
Musikteater Unna är en musikteatergrupp som bildades 2010 av musikern Anders Peev och berättaren Johan Theodorsson.

## Uppsättningar i urval
- Ett ögonblick i sänder[3]
- Häxorna[4]
- Kallocain, nytolkning[1]
- Maria Johansdotter[5]